# Montendry
 Montendry  es una población y comuna francesa, en la región de Ródano-Alpes, departamento de Saboya, en el distrito de Chambéry y cantón de Chamoux-sur-Gelon.

## Demografía
| 62 | 51 | 39 | 31 | 36 | 23 |
| Para los censos de 1962 a 1999 la población legal corresponde a la población sin duplicidades (Fuente: INSEE [Consultar]) |    |    |    |    |    |